# 纳尔西 (上马恩省)
纳尔西（法語：Narcy，法語發音：[naʁsi]）是法国上马恩省的一个市镇，位于该省北部，东侧和默兹省接壤，属于圣迪济耶区。

## 地理
纳尔西（48°35'2"N, 5°5'11"E）面积11.12 平方千米，位于法国大東部大區上马恩省，该省份为法国东北部内陆省份，北起马恩省和默兹省，西接奥布省，西南接科多尔省，东南接上索恩省，东临孚日省。
与纳尔西接壤的市镇（或旧市镇、城区）包括：沙穆耶、厄尔维尔-比安维尔、马恩河畔丰泰内、马恩河畔巴亚尔、布罗维利耶、库桑斯莱福日、佩尔图瓦地区萨沃尼埃。

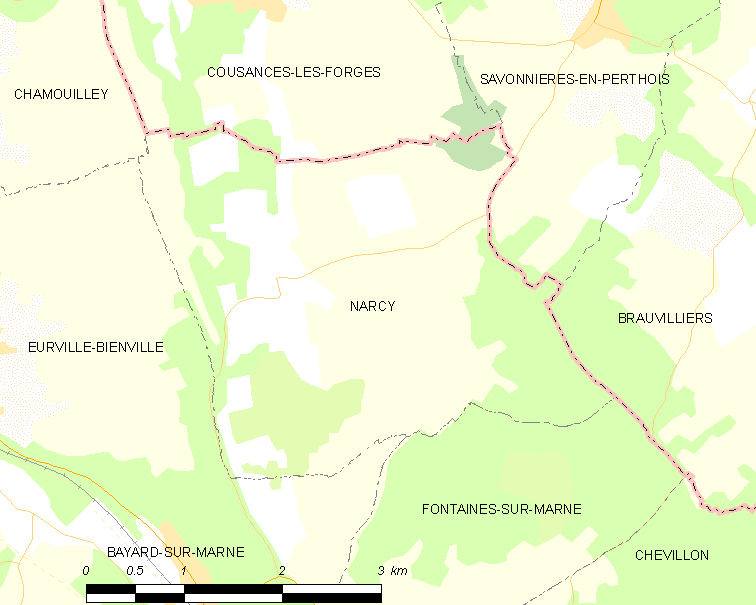
的OSM定位图

纳尔西的时区为UTC+01:00、UTC+02:00（夏令时）。

## 行政
纳尔西的邮政编码为52170，INSEE市镇编码为52347。

## 政治
纳尔西所属的省级选区为厄尔维尔-比安维尔县。

## 人口

1962-2008年间人口变化图示

纳尔西于2022年1月1日时的人口数量为211人。